# 比利奇 (舊桑博爾區)
49°27′12″N 22°51′50″E / 49.45333°N 22.86389°E
比利奇（烏克蘭語：Біличі），是烏克蘭西部的村莊，隸屬利維夫州的桑比爾區。該村處於亞布倫卡河畔，始建於1437年，面積3.86平方公里，海拔高度494米，2001年人口1,412。